# Kunčice pod Ondřejníkem
Kunčice pod Ondřejníkem (niem. Kunzendorf lub Groß Kuntschitz) – wieś gminna w kraju morawsko-śląskim, w południowo-zachodnim części powiatu Frydek-Mistek, w północno-wschodnich Czechach, na Morawach.

## Położenie
Leżą na Pogórzu Morawsko-Śląskim, u zachodnich i południowych podnóży najwyższego masywu tego mezoregionu – Skalki (964 m n.p.m.) w pasmie Ondřejníka. Zabudowania ciągną się w górę potoku Tichávka od wysokości ok. 375 m n.p.m. w kierunku południowo-wschodnim, dochodząc na szerokie siodło (ok. 475 m n.p.m.) oddzielające pasmo Ondřejníka od zrębu Beskidu Morawsko-Śląskiego, a bardziej precyzyjnie - od masywu Kněhyně w Radhošťskej hornatine. Tu wspinają się na stoki obu wymienionych jednostek na wysokość do ok. 600 m n.p.m.
Przez Kunčice pod Ondřejníkem w poprzek wspomnianego siodła biegnie droga nr 483 z Frydlantu nad Ostrawicą do Frenštátu pod Radhoštěm oraz poprowadzona mniej więcej równolegle do niej linia kolejowa linia kolejowa nr 302A.

## Historia
Wieś założona została w 1288 na mocy przywileju biskupa ołomunieckiego Dytryka z Hradce, przez urzędnika hukwaldzkiego, niejakiego Kunza, od którego wzięła się pierwotna nazwa osady – Kunzendorf. Wieś rozwinęłą się na znaczącą, już w XV wieku działała tu huta szkła. W XIX wieku, licząc około 1380 mieszkańców w 1830 roku, była jedną z największych wsi na Morawach, .
W miejscowości znajduje się neogotycki kościół katolicki pw. św. Marii Magdaleny, pierwotnie z drugiej połowy XVIII wieku, a także przeniesiona tu w 1931 z Rusi Zakarpackiej cerkiew greckokatolicka z lat 70. XVII wieku pw. św. Prokopa i św. Barbary. Znajduje się tu także stacja kolejowa.

## Demografia
Według czeskiego spisu z 2001 roku w Kunčicach pod Ondřejníkem mieszkało 1962 osoby, z czego 1826 (93%) było narodowości czeskiej, 78 (3,97%) morawskiej, 30 (1,52%) słowackiej. Osób wierzących było 874 (44,5% populacji), z czego 714 wiernych Kościoła katolickiego, 68 wiernych Czechosłowackiego Kościoła Husyckiego, 12 wiernych Ewangelickiego Kościoła Czeskobraterskiego.
W latach 1869–2001:
| Rok             | 1869 | 1880 | 1890 | 1900 | 1910 | 1921 | 1930 | 1950 | 1961 | 1970 | 1980 | 1991 | 2001 |
| --------------- | ---- | ---- | ---- | ---- | ---- | ---- | ---- | ---- | ---- | ---- | ---- | ---- | ---- |
| Liczba ludności | 1549 | 1684 | 1603 | 1588 | 1829 | 1894 | 2142 | 2111 | 2353 | 2170 | 1982 | 1808 | 1962 |

## Galeria

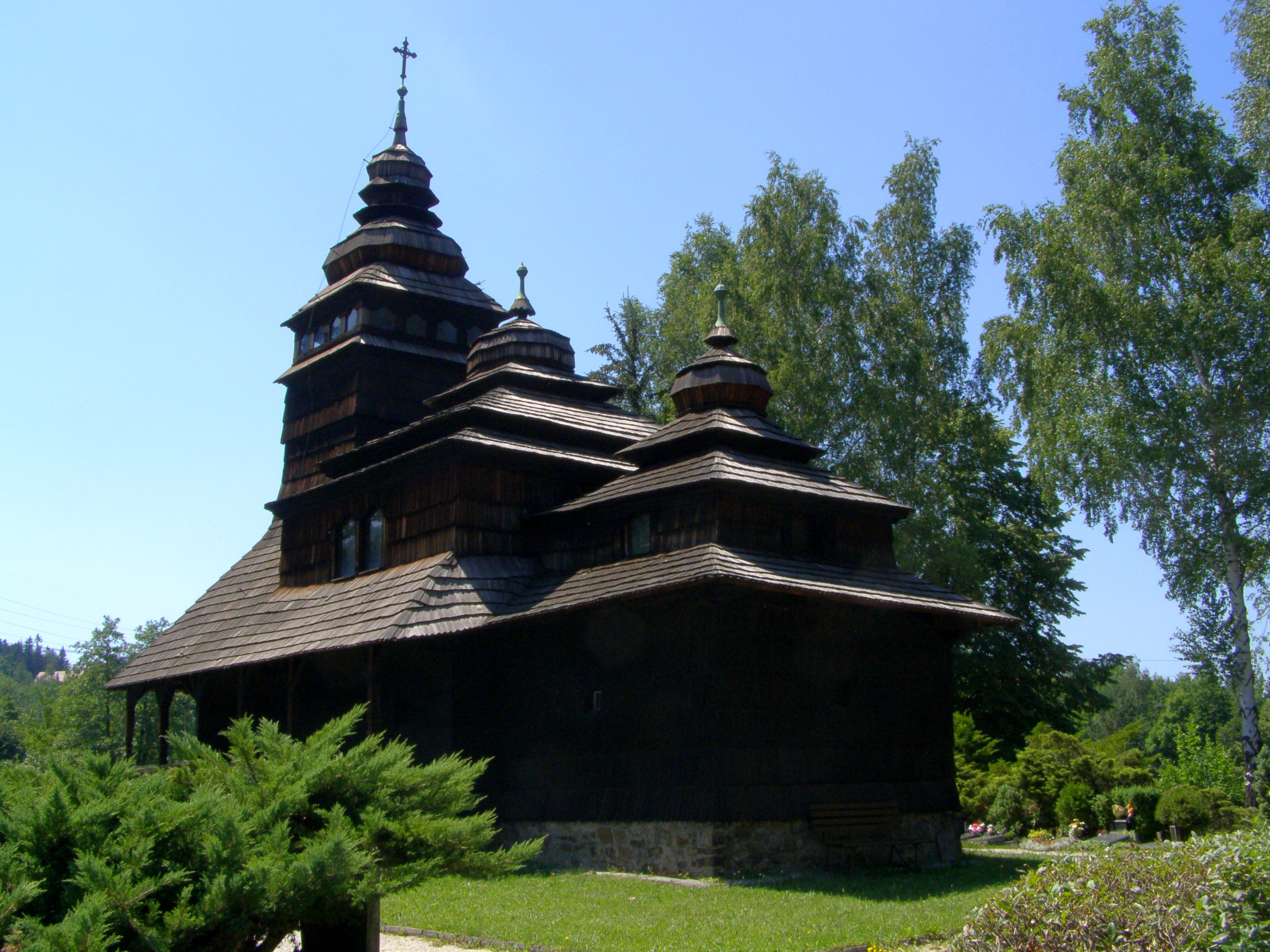
Kościół greckokatolicki pw. św. Prokopa i św. Barbary
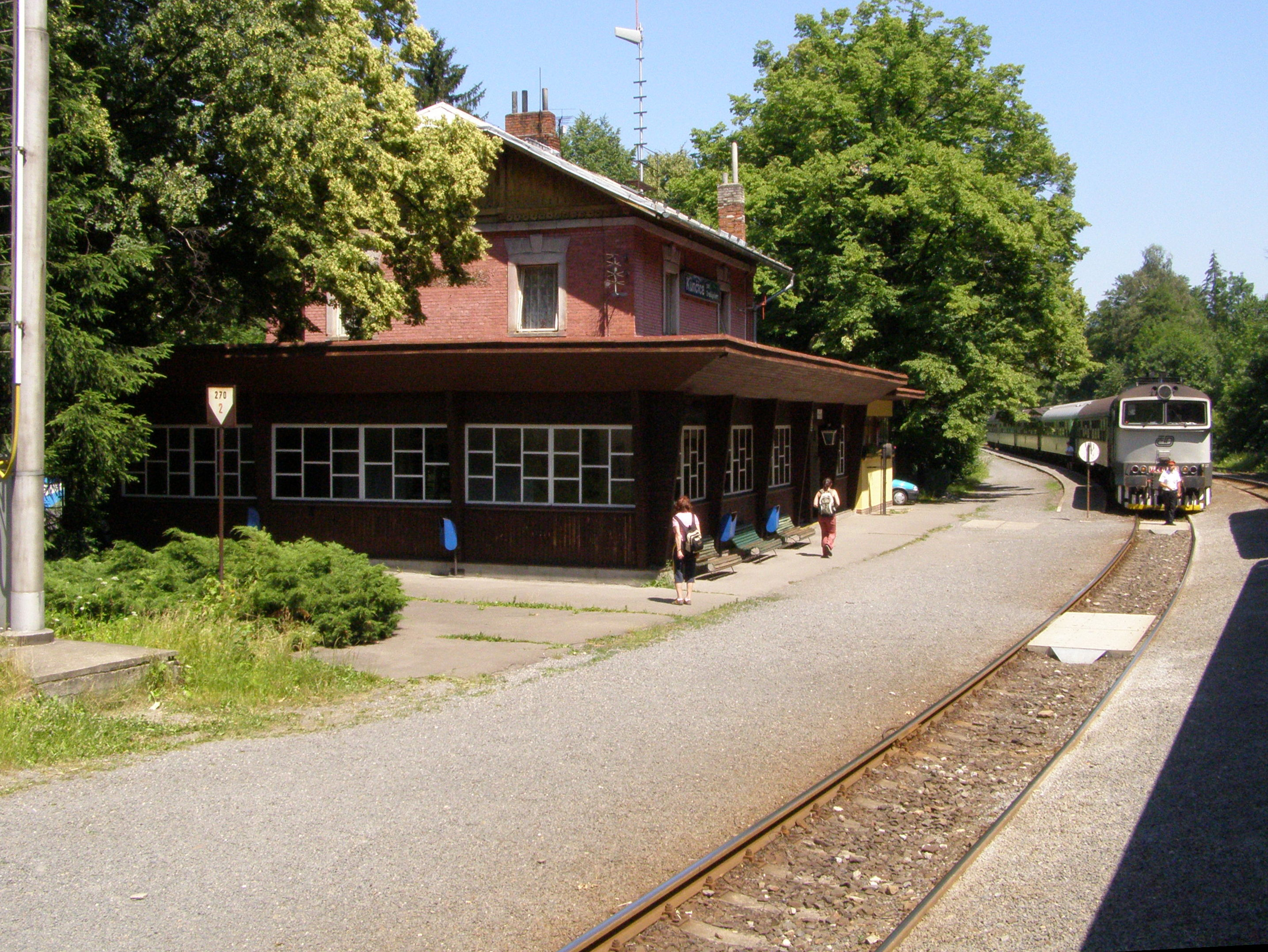
Stacja kolejowa